# Конголезская партия труда
Конголезская партия труда, КПТ (фр. Parti congolais du Travail, PCT) — левая партия в Республике Конго, основанная в 1969 году. Единственная правящая партия в период Народной Республики Конго в 1969—1990 годах, декларировавшая просоветские и марксистско-ленинские позиции.

## История

### 1970—1980-е годы: правящая партия
Партия была учреждена в 1969 году. Годом ранее, в августе 1968 года, группа левых офицеров во главе с капитаном Марианом Нгуаби осуществила государственный переворот и свергла президента Республики Конго Альфонса Массамба-Деба. Причиной переворота стали противоречия и борьба за власть внутри Национального революционного движения (НРД) — правящей тогда в Конго партии. По мнению сторонников переворота, президент Массамба-Деба проводил непоследовательный курс, в НРД были сильны трайбалистские настроения и другое. Взявший власть Национальный совет революции объявил среди своих задач реорганизацию правящей партии и подготовку условий для создания новой авангардной революционной партии.
Учредительный съезд новой партии проходил 29—31 декабря 1969 года. В принятом на съезде партийном уставе говорилось, что «теоретической основой действий КПТ является марксизм-ленинизм», а её целью — «строительство демократического и социалистического общества, свободного от всяких форм эксплуатации человека человеком». Были избраны Центральный комитет (ЦК) КПТ и Политбюро, председателем партии был избран Мариан Нгуаби. Программа партии, предусматривающая некапиталистическое развитие страны, была принята на пленуме ЦК КПТ в декабре 1970 — январе 1971 года.
На съезде была также принята новая конституция страны, в соответствии с которой руководство партией и государством в значительной степени совмещалось. Она упразднила Национальное собрание и утвердила руководящую роль в управлении государством Конголезской партии труда (КПТ). В соответствии с этой конституцией, председатель ЦК КПТ одновременно являлся главой государства и правительства. Страна получила новое название — Народная Республика Конго (НРК). В дальнейшем, несмотря на те или иные изменения, этот характер отношений партийных и государственных структур сохранялся в Конституциях НРК 1973 и 1979 годов.
Несмотря на декларируемую монолитность, в КПТ фактически существовали противоборствующие фракции, различавшиеся по этноплеменной ориентации и особенностям политических установок. Лидером «левых» считался лейтенант Анж Диавара, «правых» — полковник Жоаким Йомби-Опанго. Диавара, выдвигавший лозунги борьбы с бюрократизмом, трайбализмом, коррупцией, «буржуазным перерождением» и «сговором с французским империализмом», пользовался популярностью в молодёжной организации КПТ. 22 февраля 1972 года, вскоре после массовых студенческих протестов, он возглавил попытку военного переворота, подавленную властями. Он возглавил ультралевое повстанческое Движение 22 февраля (M 22), которое более года вело партизанскую борьбу. Окончательно подавить M 22 удалось в конце апреля 1973, Диавара и его соратники были убиты, трупы выставлены на браззавильском стадионе.
В конце 1975 года президент Нгуаби объявил курс на «радикализацию революции». Были приняты меры усиления режима личной власти — расформировано политбюро ЦК КПТ, полномочия партийного руководства переданы «Специальному революционному государственному штабу» из лично преданных Нгуаби функционеров. Выведен из руководящих органов полковник Йомби-Опанго, но усилились позиции полковника Дени Сассу-Нгессо, возглавившего военное министерство и генеральный штаб.
Политический кризис разразился в марте 1977 года. Мариан Нгуаби 13 марта прозрачно намекнул на предстоящее кровопролитие (Lorsque ton pays est sale et manque de paix durable, tu ne peux lui rendre sa propreté et son unité qu’en le lavant avec ton sang — Когда в стране грязь и отсутствует прочный мир, невозможно навести чистоту и восстановить единство иначе как освежением крови). Ранее полковник Йомби-Опанго провёл совещание опальных деятелей, на котором обсуждались варианты отстранения Нгуаби от власти.
18 марта 1977 года президент Конго и глава КПТ Мариан Нгуаби был убит в Браззавиле. Власть перешла к Военному комитету КПТ во главе с Йомби-Опанго. По официально озвученной версии, убийство Нгуаби было организовано бывшим президентом Альфонсом Массамба-Деба, которого расстреляли через неделю — 25 марта. Непосредственный исполнитель убийства армейский капитан Бартелеми Кикадиди был обнаружен через год и убит на месте без задержания и допроса. Впоследствии ответственность за убийство президента Нгуаби неофициально возлагалась на Жоакима Йомби-Опанго и Дени Сассу-Нгессо, но без каких-либо юридических последствий.
В стране было введено чрезвычайное положение, действие конституции приостановлено. Йомби-Опанго вскоре был провозглашён главой государства. Однако на пленуме ЦК КПТ, проходившем в начале февраля 1979 года, Йомби-Опанго был снят с поста главы партии и государства за попытку создания «правой фракции» в КПТ. В дальнейшем он был помещён под домашний арест, исключен из партии, принадлежащее ему имущество было конфисковано. Главой партии и президентом страны 8 февраля 1979 года был избран бывший член Военного комитета КПТ Дени Сассу-Нгессо.
При правлении Йомби-Опанго и Сассу-Нгессо основы политики КПТ оставались в основном неизменны, но приобрели черты большего прагматизма, нежели при Нгуаби.

### 1990—2000-е годы: многопартийная система
В результате глубокого экономического кризиса, охватившего страну, к концу 1980-х годов КПТ утратила свой авторитет. Под давлением общественности в конце 1990 года был проведен чрезвычайный съезд КПТ, на котором были подготовлены конституционные поправки, направленные на легализацию многопартийной системы. Они были приняты на Национально-государственной конференции в январе 1991 года. Страна стала вновь называться Республика Конго. Был провозглашён отказ от идеологии марксизма-ленинизма, переход к многопартийной демократии и рыночной экономике.
На первых проходивших в стране свободных выборах в Национальную Ассамблею в июне и июле 1992 года КПТ получила лишь 19 из 125 депутатских мест. Победителем президентских выборов 1992 года стал кандидат от Панафриканского союза за социальную демократию Паскаль Лиссуба, которого поддержали 35,89 % избирателей в первом туре и 61,32 % — во втором. Кандидат от КПТ Дени Сассу-Нгессо получил поддержку менее 17 % избирателей и не прошел во второй тур.
Президентство Паскаля Лиссубы — бывшего члена ЦК КПТ — ознаменовалось проведением либеральных экономических реформ и резкой политической дестабилизацией. При этом КПТ во главе с Сассу-Нгессо первое время выступала в политическом альянсе с реформаторами, а Йомби-Опанго в 1993—1996 возглавлял либеральное правительство. Впоследствии между Лиссубой и Сасу-Нгессо произошёл разрыв.
Возвращение КПТ к власти произошло в 1997 году при поддержке ангольской армии в ходе непродолжительной гражданской войны. Паскаль Лиссуба был свергнут и Дени Сассу-Нгессо вновь стал президентом Конго. На проходивших в 2002 году президентских выборах он получил поддержку 89,4 %, в 2009 — 78,6 % избирателей (в 2016 – 60,2 %, в 2016 – 88,4 %).
На выборах в Национальную Ассамблею Республики Конго, проходивших в 2007 году, КПТ завоевала 47 депутатских кресел из 137, еще одно кресло было у близкого к партии альянса «Объединенные демократические силы». 
На Шестом внеочередном съезде «Конголезской партии труда», состоявшемся в июле 2011 года, бывший министр образования Пьер Нзила был избран в Центральный комитет партии.
На выборах 2012 года впервые самостоятельно получила абсолютное большинство (89 из 139 мест в парламенте). По итогам выборов 2017 года имела на одного депутата больше — 90 из 151. По итогам выборов 2022 года — 112.

## Лидеры партии
Главы КПТ
- 1969—1977 — Мариан Нгуаби (Marien Ngouabi) — председатель Центрального комитета (ЦК) КПТ
- 1977—1979 — Жоаким Йомби-Опанго (Jacques Joachim Yhombi-Opango) — председатель Военного комитета КПТ
- 1979 — Жан-Пьер Тистер-Тшикейя[фр.] (Jean-Pierre Thystère Tchicaya) — председатель Президиума ЦК КПТ
- С 1979 года — Дени Сассу-Нгессо (Denis Sassou-Nguesso) — председатель Президиума ЦК, затем президент ЦК КПТ

Генеральные секретари ЦК КПТ
- 1990—2007 — Амбруаз Нумазалай (Ambroise Noumazalaye)
- С 2007 года — Изидор Мвуба (Isidore Mvouba) — временный генеральный секретарь